# Sipyloidea distinctissima
Sipyloidea distinctissima är en insektsart som beskrevs av Ludwig Redtenbacher 1908. Sipyloidea distinctissima ingår i släktet Sipyloidea och familjen Diapheromeridae. Inga underarter finns listade i Catalogue of Life.